# Socha Panny Marie (Třesovice)
Barokní pískovcová socha Panny Marie pocházející z doby okolo roku 1700 se nalézá v malém parčíku nedaleko od budovy obecního úřadu v centru obce Třesovice v okrese Hradec Králové. Socha je od 1. 7. 1996 chráněna jako nemovitá kulturní památka ČR.

## Popis
Na pískovcovém schodu stojí na hranolovém soklu pilíř ozdobený volutami po stranách a zakončený profilovanou římsou. Na přední stěně pilíře je v kartuši pod korunkou umístěn reliéfní alianční znak (heraldicky pravý erb je rozčtvrcen, první a čtvrté pole je děleno třemi svislými kůly, ve druhém poli je lev a ve třetím orlice, levý erb je také rozčtvrcen a každé ze čtyř polí nese lva – aliance Schaffgotsch-Valdštejnová).
Na pilíři stojí socha Panny Marie v řasnatém oděvu s Ježíškem na levé ruce a se silně prohnutou postavou. Na hlavě mají Marie i Ježíšek velkou barokní korunu.
V roce 1996 proběhla renovace sochy.